# Hemu
Samrat Hēmū Chandra Vikramaditya (anche Hēmū Vikramaditya o semplicemente Hēmū, in lingua hindi सम्राट हेम चंद्र विक्रमादित्य) (Alwar, 1501 – Panipat, 1556) è stato un imperatore indiano di etnia hindi nel corso del XVI secolo. Questo fu uno dei periodi cruciali della storia dell'India, quando Mogul e afgani lottavano disperatamente per il potere.

## Biografia
Figlio di un sacerdote hindu, che successivamente divenne venditore di alimentari e nitrato di potassio a Rewari, Hēmū scalò verso il potere diventando prima capo dell'esercito e poi Primo ministro di Muḥammad ʿĀdil Shāh Sūrī della dinastia Suri. Combatté contro i ribelli afgani attraverso l'India del Nord, dal Punjab al Bengala, le forze dell'Imperatore moghul Akbar e Humayun ad Agra e Delhi, vincendo 22 battaglie di seguito, senza una sola sconfitta.
Hēmū Chandra salì al trono di Delhi il 7 ottobre 1556, assumendo il titolo di "Vikramaditya" che era stato in precedenza adottato da molti re hindu sin dall'età vedica. La sua Rajyabhishek (incoronazione) come Samrat si tenne nel Purana Qila vicino a Delhi. Hēmū ristabilì un regno hindu (anche se per breve durata), nel Nord dell'India, dopo oltre 350 anni di dominazione musulmana. Alcuni storici dicono che questo regno è stato il modello di uno Stato forte hindu che dominò nel Sud dell'India per più di tre secoli, noto come 'Impero Vijayanagara'.
Hēmū coniò monete che portano il suo titolo.